# Wakiso
Wakiso ist eine Stadt in der Central Region in Uganda. Sie bildet die Hauptstadt des gleichnamigen Distrikt Wakiso und ist eine der fünf Gemeinden des Distrikts. Dank ihrer Lage nördlich der Stadt Kampala verzeichnet sie ein rasantes Bevölkerungswachstum.

## Lage
Wakiso liegt an der Hauptstraße zwischen Kampala und Hoima, der Kampala-Hoima-Straße. Die Stadt liegt ungefähr 20 Kilometer auf der Straße nordwestlich von Kampala, Ugandas Hauptstadt und größte Stadt.

## Klima
Laut dem Köppen-Geiger-Klimaklassifizierungssystem herrscht in Wakiso ein tropisches Regenwaldklima (Af). Die jährliche Durchschnittstemperatur beträgt 21,8 Grad.

## Bevölkerung
Im Jahr 2002 bezifferte die nationale Volkszählung die Bevölkerung von Wakiso auf 20.073. Im Jahr 2014 bezifferte eine neue Volkszählung die Bevölkerung auf 60.210.